# Thérèse Martin (film)
Pour plus de détails, voir Fiche technique et Distribution.
Thérèse Martin est un film français réalisé par Maurice de Canonge, sorti en 1939.

## Synopsis
Évocation de la vie de sœur Thérèse de l’Enfant-Jésus.

## Fiche technique
- Titre : Thérèse Martin
- Réalisation : Maurice de Canonge
- Scénario : Henri Dupuy-Mazuel et Maurice Gleize
- Décors : Claude Bouxin
- Costumes : Louis Granier
- Photographie : Joseph-Louis Mundwiller
- Son : Georges Gérardot
- Musique : Jacques Ibert
- Montage : Mireille Bessette
- Sociétés de production : Atlantic Films - Les Productions Françaises Cinématographiques
- Pays de production :  France
- Genre : Biographie
- Durée :  90 minutes
- Date de sortie : 
  - France : 7 juin 1939
- Affiche : Jacques Bonneaud (France)

## Distribution
- Irène Corday : Thérèse adulte
- Colette Borelli : Thérèse enfant
- André Marnay : Louis Martin
- Marthe Mancelle : Zélie Martin
- Janine Borelli : Pauline Martin adulte
- Solange Turenne : Pauline Martin enfant
- Yvonne Broussard : Céline Martin
- Lucien Gallas : le docteur Dartès
- Marthe Mellot : la mère supérieure
- Noël Roquevert : le colonel d'Estranges
- Madeleine Soria : Mme d'Estranges
- Geneviève Callix : Elisabeth d'Estranges
- Raymond Aimos : Joseph
- Colette Brosset